# Toyota Land Cruiser 70
Toyota Land Cruiser 70 — сімейство позашляховиків, що виготовляються компанією Toyota 1984 року.

## Опис

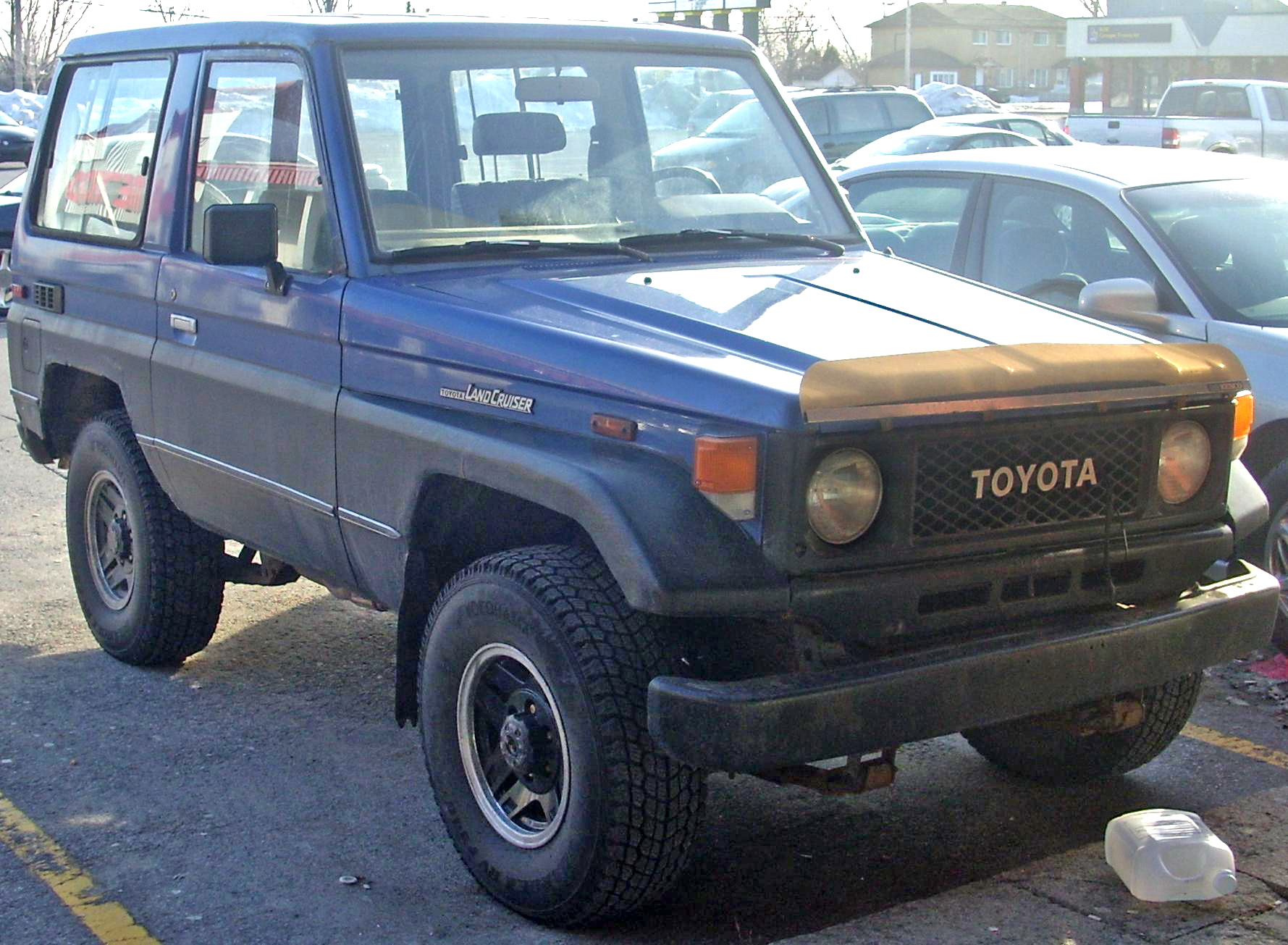
Toyota Land Cruiser J70 (1984—1995)

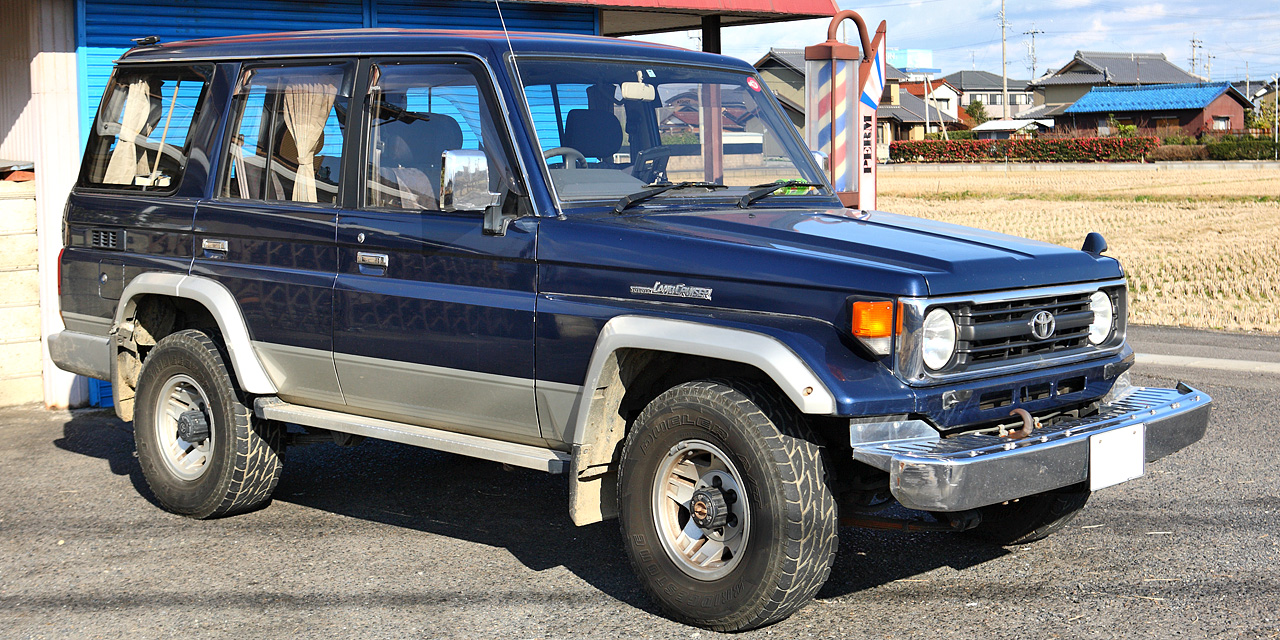
Toyota Land Cruiser J76 (1995—1999)

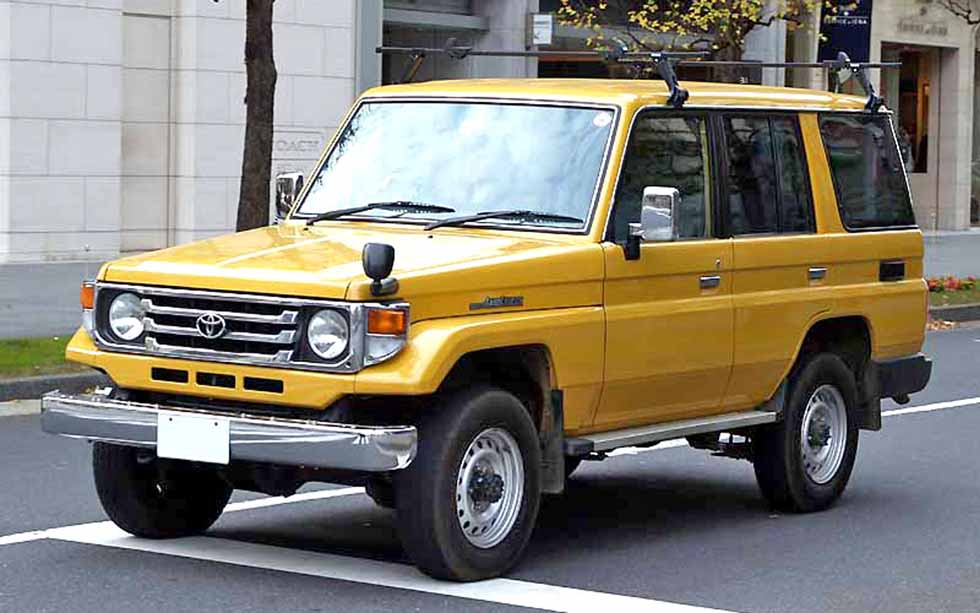
Toyota Land Cruiser J76 (1999—2007)

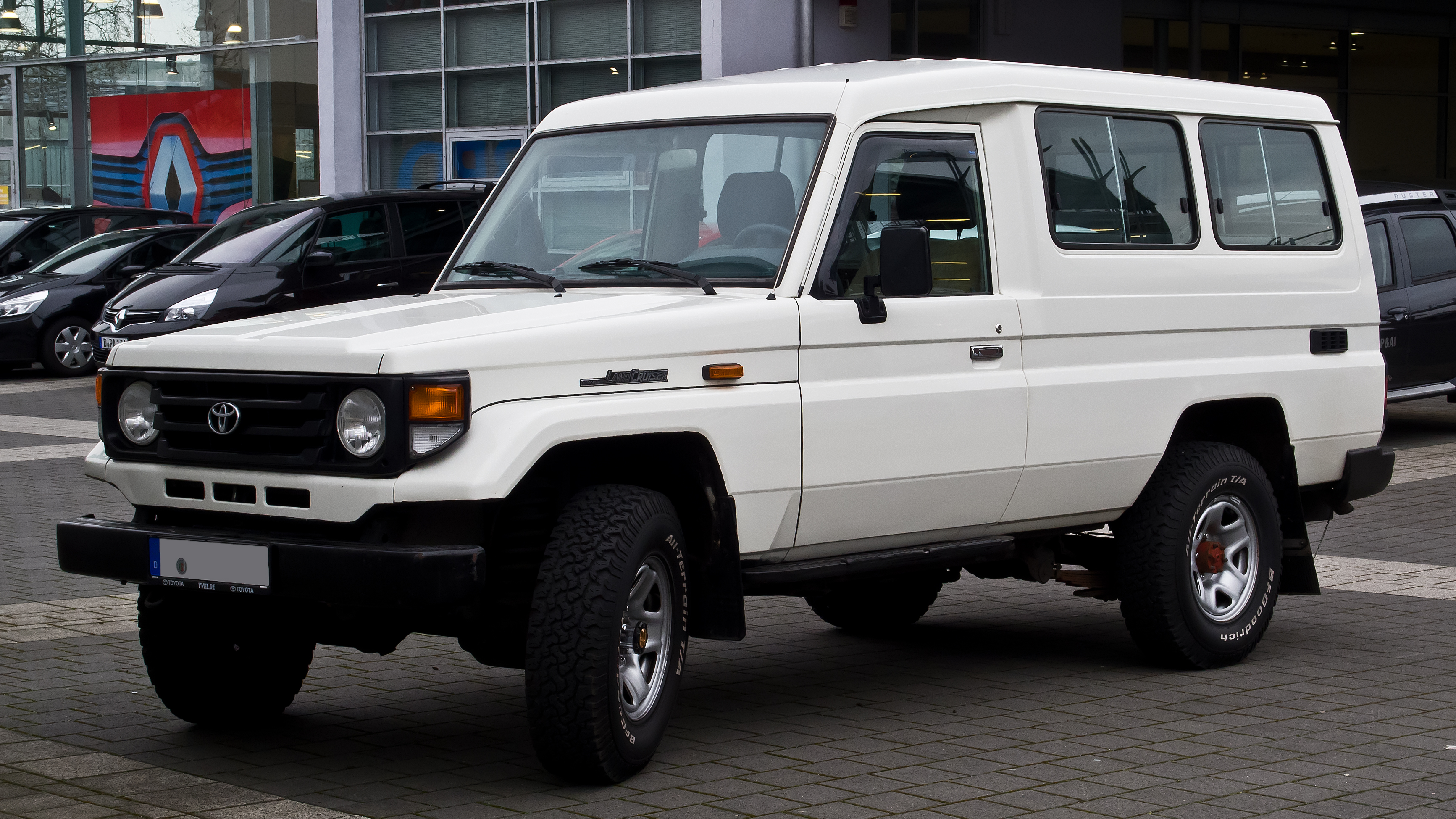
Toyota Land Cruiser J78 (1999—2007)

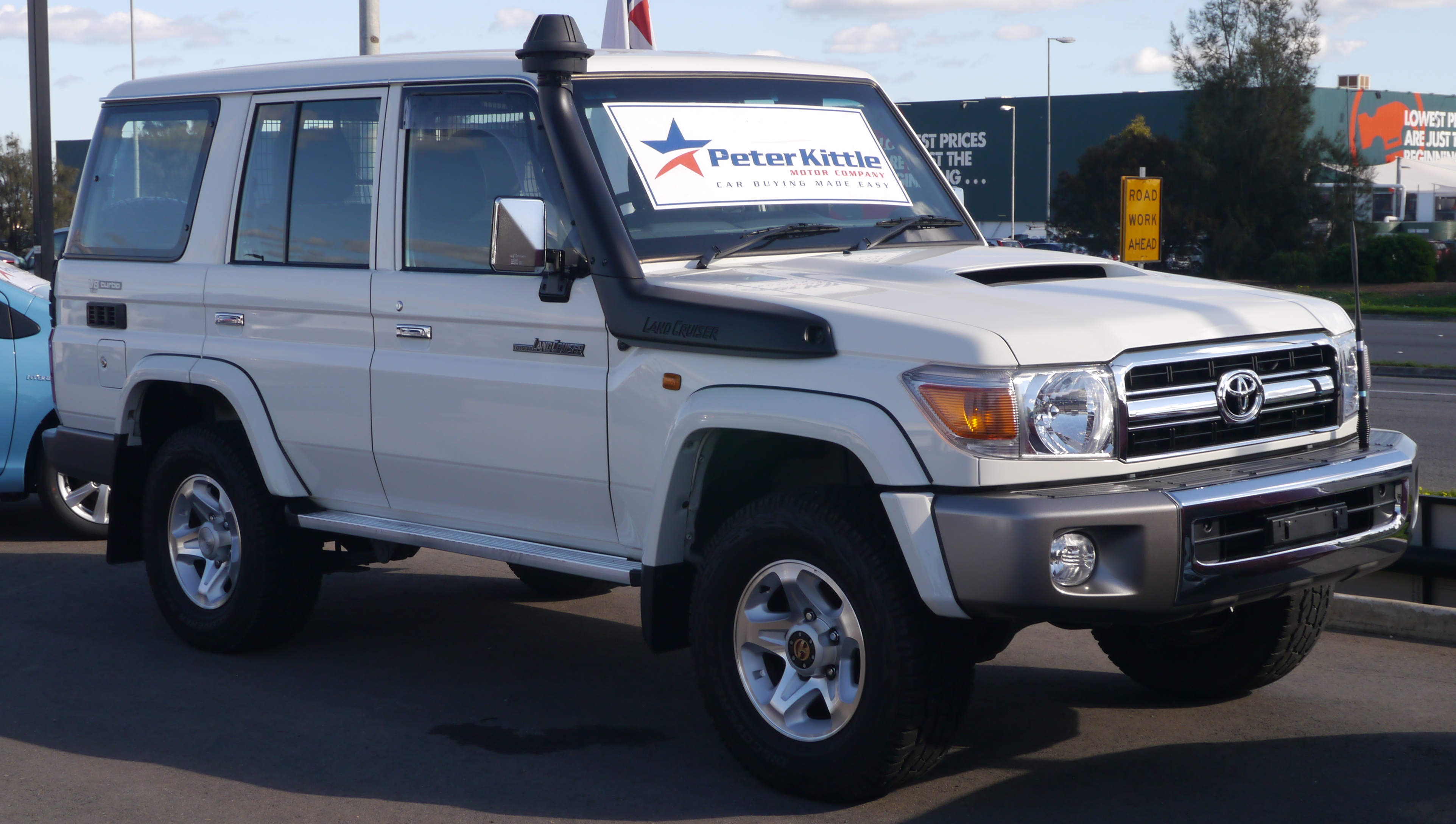
Toyota Land Cruiser J76 (2007—2023)

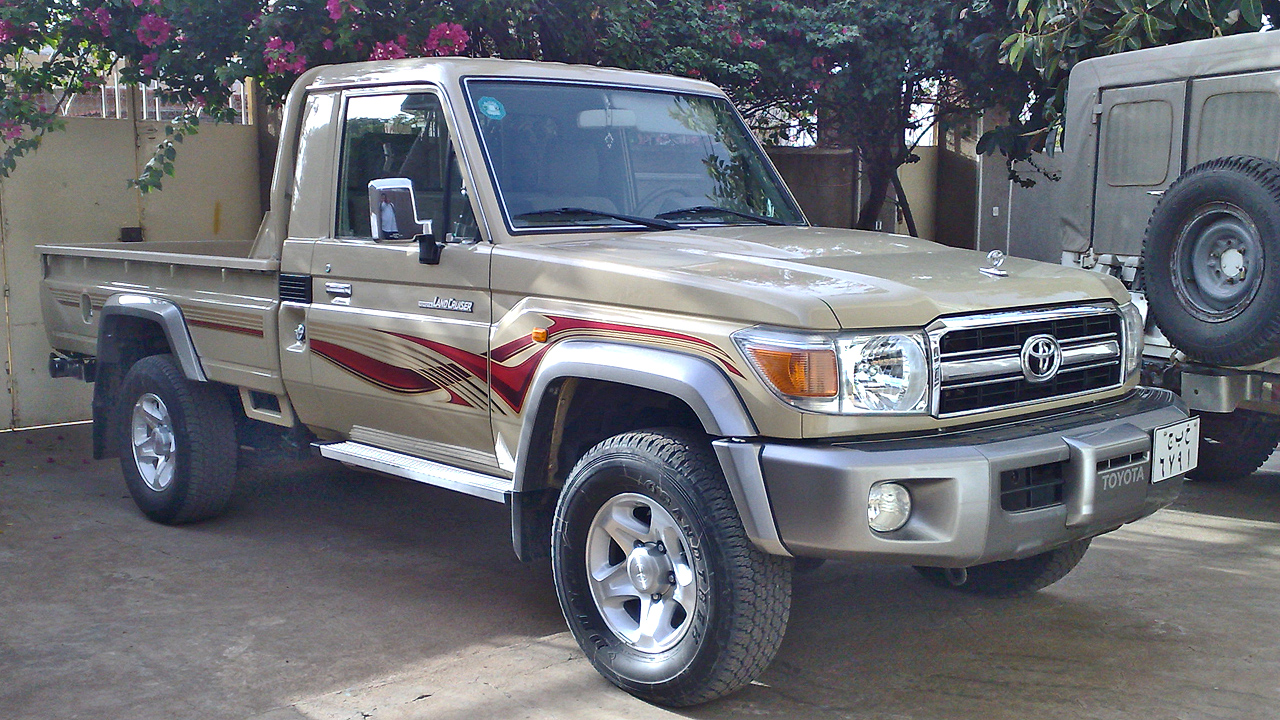
Toyota Land Cruiser J79 (2007—2023)

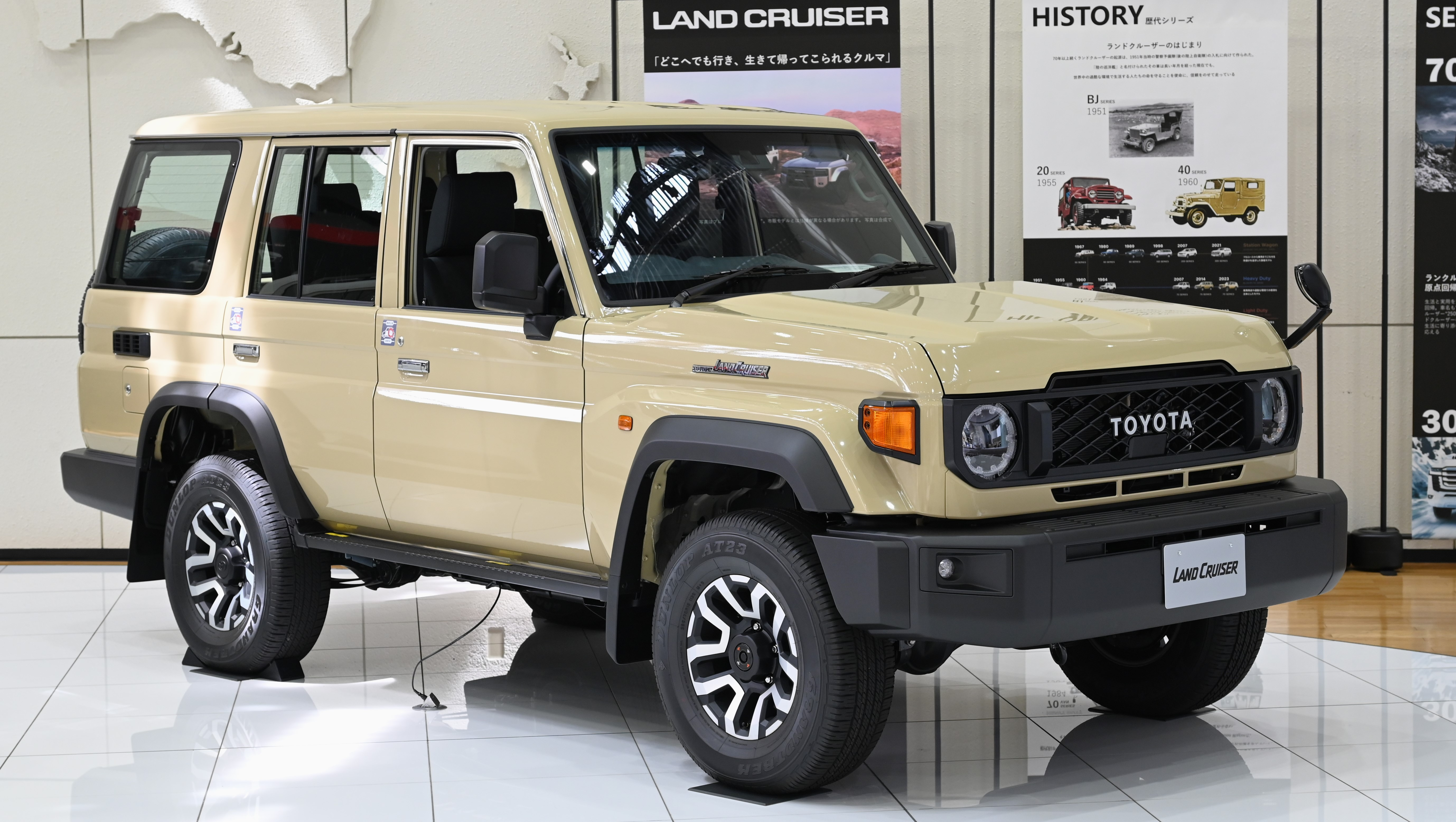
Toyota Land Cruiser J76 (з 2023)

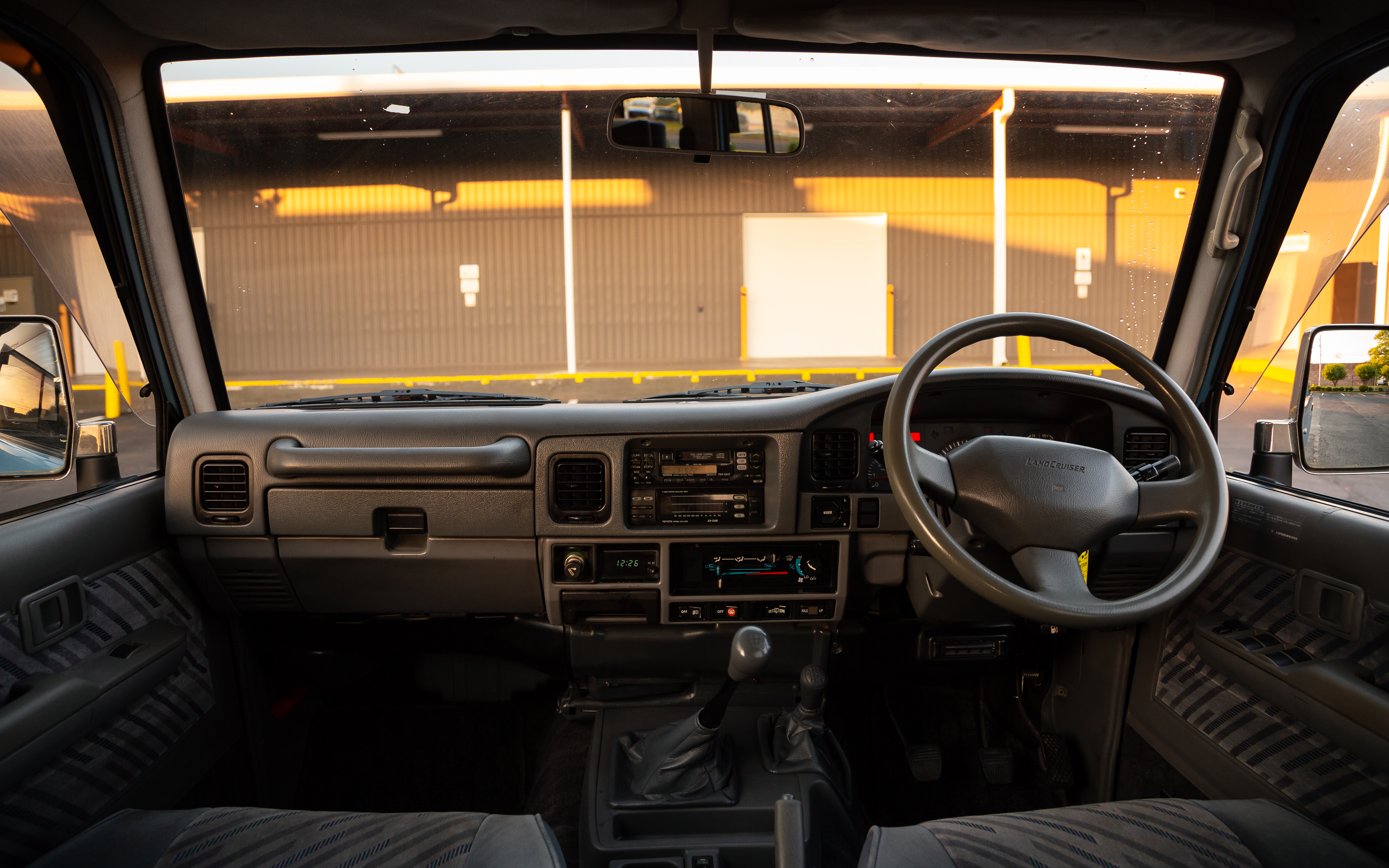
Старий салон

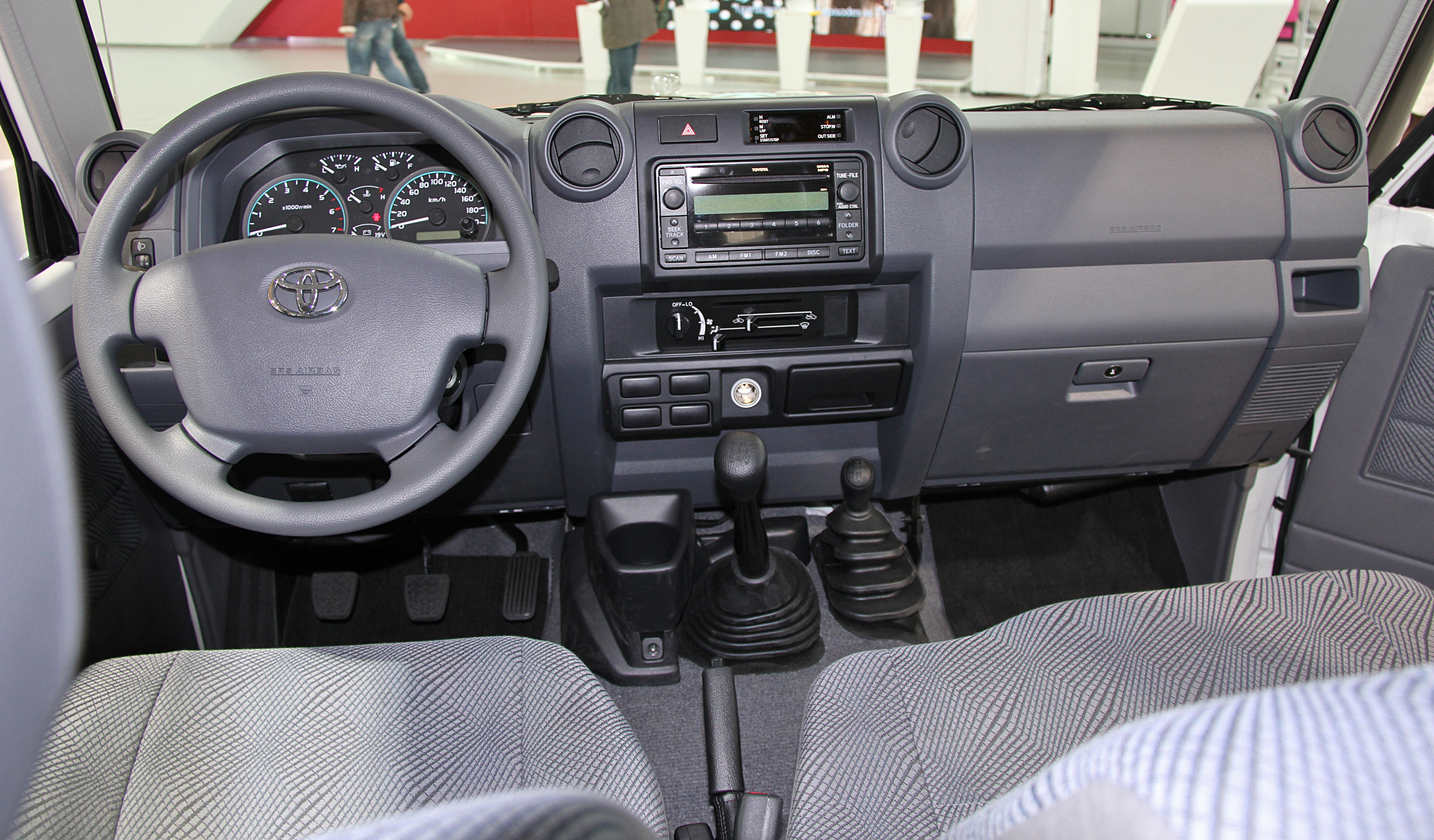
Новий салон 2007

Land Cruiser 70 має раму з коробчатого профілю з ресорними підвісками з нерозрізними мостами з переду і ззаду. Технічно автомобіль багато в чому відтворював попередника Toyota Land Cruiser 40 серії. Однак якщо кузов Land Cruiser 40 був частково клепаним, то тепер силова структури стала зварювальною. Існувало дві версії позашляховика: легка (light) і важка (heavy), які відрізнялися силовими агрегатами, трансмісіями і підвісками. Пропонувалося декілька варіантів кузовів: тридверної з жорстким і пластиковим верхом, пікапи з одинарною і дворядною кабіною, трьох- і п'ятидверний універсали.
В серії 70/71 була коротка колісна база (SWB), в 73/74 була середня колісна база (MWB) і в 75/76/77/78/79 була довга колісна база (LWB).
Повний привід побудований за схемою PartTime — жорстко підключається привід на передні колеса, без міжосьового диференціала, з муфтами вільного ходу (автоматичними або ручними) в передніх маточинах і пониженою передачею. Передній і задній міст окремих модифікацій може бути оснащений міжколісним диференціалом типу DiffLock або фрикційним (LSD) на задній осі. Коробка передач ручна або автоматична залежно від модифікації.

### Модернізація 1999
Після модернізації 1999 року важкі версії позашляховиків отримали пружинні передні підвіски з поздовжніми важелями. На задній осі з'явилися дискові гальмівні механізми.
Для внутрішнього ринку Японії випуск припинений в 2004 році.

### Модернізація 2007
В 2007 році модель оновили, змінивши передню частину автомобіля (фари, решітку радіатора, бампер тощо). Позашляховик випускається по даний час в оновленій версії в експортному варіанті, тільки з механічною коробкою передач. Машини з 2007 року штатно оснащені лебідкою і дихальною трубкою.
З 2014 року відновлено виробництво машин для внутрішнього ринку Японії з 4,0 літровим бензиновим мотором і автоматичною коробкою передач. Для ринку Австралії машини комплектуються 4,5 літровим турбодизелем.

## Двигуни
Автомобілі для внутрішнього ринку оснащувалися дизельними двигунами об'ємом від 3,4 літра до 4,2 літра. Базовим служив атмосферний дизельний мотор 3B потужністю 98 к.с., який дістався від 60-ї серії. Турбований 13B-T має потужність 120 к.с. і ставився на обмежену кількість модифікацій. З 1990 року на Land Cruiser почали ставити мотори 1PZ (3,5 л) і повністю чавунний (включаючи головку блоку) атмосферний шестициліндровий дизель 1HZ (4,2 л). Конструкція 1HZ з розподіленим уприскуванням, єдиним розподілвалом і парою клапанів на циліндр проста і невибаглива. Вихорокамерний мотор з діаметром циліндрів 94 мм і 100-міліметровим ходом поршня був модернізований в 1998-му, отримавши посилені блок і колінвал. А в 2002 році — систему рециркуляції відпрацьованих газів, завдяки чому «шістку» вдалося вписати в норми Євро-4. Крім LC70 двигун встановлювався на LC 105 і компактний автобус Coaster на кшталт російського «пазику». Атмосферник 1HZ по праву носить звання одного з самих надійних у світі і відноситься до рідкісної породи «мільйонників».

### Бензинові
- 2.4 л 22R I4
- 4.0 л 1GR-FE V6
- 4.0 л 3F I6
- 4.5 л 1FZ-FE I6

### Дизельні
- 2.4 л 2L I4 (diesel)
- 2.4 л 2L-T I4-T (diesel)
- 2.5 л VM HR588 I4-T (Італія)
- 2.5 л VM HR588 I5-T (Італія
  - 2.8 л 1GD-FTV I4-T (2023–)
- 3.0 л 1KZ-T I4-T (diesel)
- 3.4 л 13B-T I4-T (diesel)
- 3.4 л PZ I5 (diesel)
- 4.0 л 2H I6 (diesel)
- 4.2 л 1HD-FTE I6-T (diesel)
- 4.2 л 1HZ I6 (diesel)
- 4.5 л 1VD-FTV V8-T (diesel)

## Модифікації

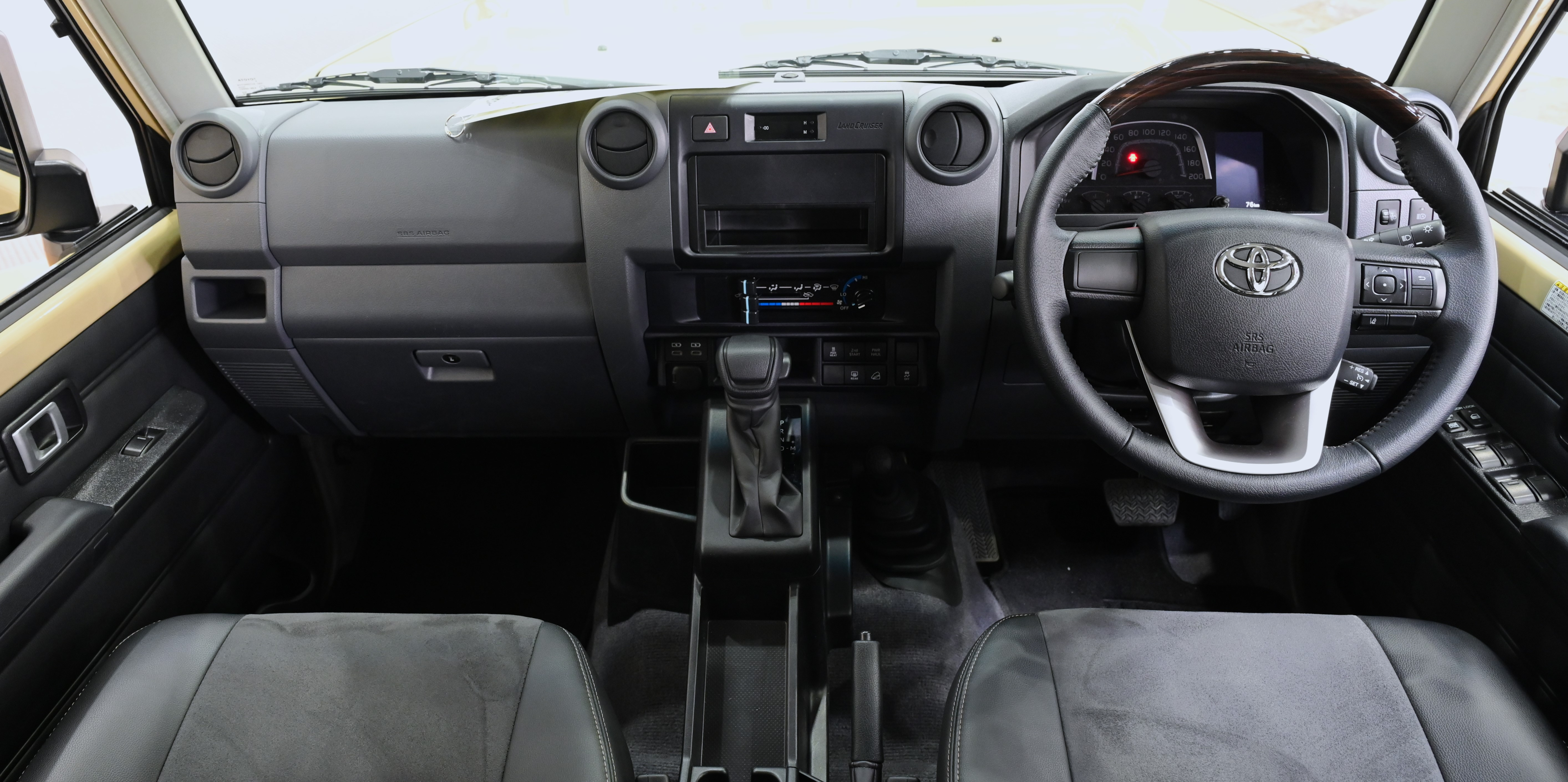
Новий салон 2023

- Toyota Land Cruiser J71 — 3-дверний універсал з короткою колісною базою
- Toyota Land Cruiser J73 — 3-дверний універсал з середньою колісною базою
- Toyota Land Cruiser J74 — 3-дверний універсал з середньою колісною базою
- Toyota Land Cruiser J75 — 3-дверний фургон з довгою базою
- Toyota Land Cruiser J76 — 5-дверний універсал
- Toyota Land Cruiser J78 — 3-дверний фургон з довгою базою
- Toyota Land Cruiser J79 — 2 або 4-дверний пікап

## Машини на основі
На основі шасі Land Cruiser 70 з підсиленими елементами гальмівної системи та інших систем українська компанія НВО «Практика» створила легкий бронеавтомобіль утилітарного типу «Джура». Встановлена на шасі Land Cruiser 70 бронекапсула забезпечує захист на рівні ПЗСА-4, що аналогічний стандарту STANAG 4569 lvl 1. Даний бронеавтомобіль надходив на озброєння Сил Оборони України під час російсько-української війни.